# 氣尖引擎

氣尖引擎和鐘形引擎比較

氣尖引擎（塞式喷管）是一種火箭結構不同於鐘形噴管的方式，目前已知只有美國波音和洛克希德公司在製作實體測試，用於太空飛行，但至今沒有成功。氣尖引擎有傳統的圓錐形符合一般理解中圓柱狀火箭的外型，但該種方式效率較差沒有價值，將其以線狀橫列方式部署一整排的線性氣尖引擎較能發揮它的優點，也成為唯一實驗中的方式。
線性氣尖引擎呈V字型布局，涡轮泵组安装于V型体的空心部分，在普通火箭发动机中，涡轮泵是向一个或两个带钟形喷管的大燃烧室供应燃料，而線性氣尖引擎的涡轮泵要把推进剂送到沿气塞斜面的顶边缘安装的推力元燃烧室内，在普通的钟形喷管中，高温燃气是沿喷管内表面膨胀，所以噴管的耐膨脹度限制了火箭效率，尤其是在高高度的出力，但氣尖引擎等同於噴管在火焰內部而不是包裹於火焰，因此沒有耐膨脹度限制，其在各種高度都能維持重出力，同時这种发动机比钟形喷管发动机紧凑得多，箭体结构整体性也好得多，另外由氣尖机有多个推力元，可由计算机和电子设备控制改变流量來轉向，因此不必使用笨重的机械转向机构就可完成多轴方向控制。
理論上其不受高度影響的特性可以造出一種單節式重複使用的太空船，直接從地面發射進入太空，之後整體完整降落，像傳統飛機一樣全機體重複使用，所以美國太空總署也很快圍繞這項科技開始了10多年的RS-2200發動機計畫，然而實際上卻困難重重，氣尖引擎時常有不穩定的特性造成在空中突然推力下降，這在升空進入太空的過程中極度危險，另一方面隔熱散熱問題牽涉到新材料開發一直沒有解決，最終在2002年左右太空總署認為繼續投入預算已經超過發射許多枚傳統火箭的預算，且沒有可見期間內能成功的可行性，放棄了計畫。

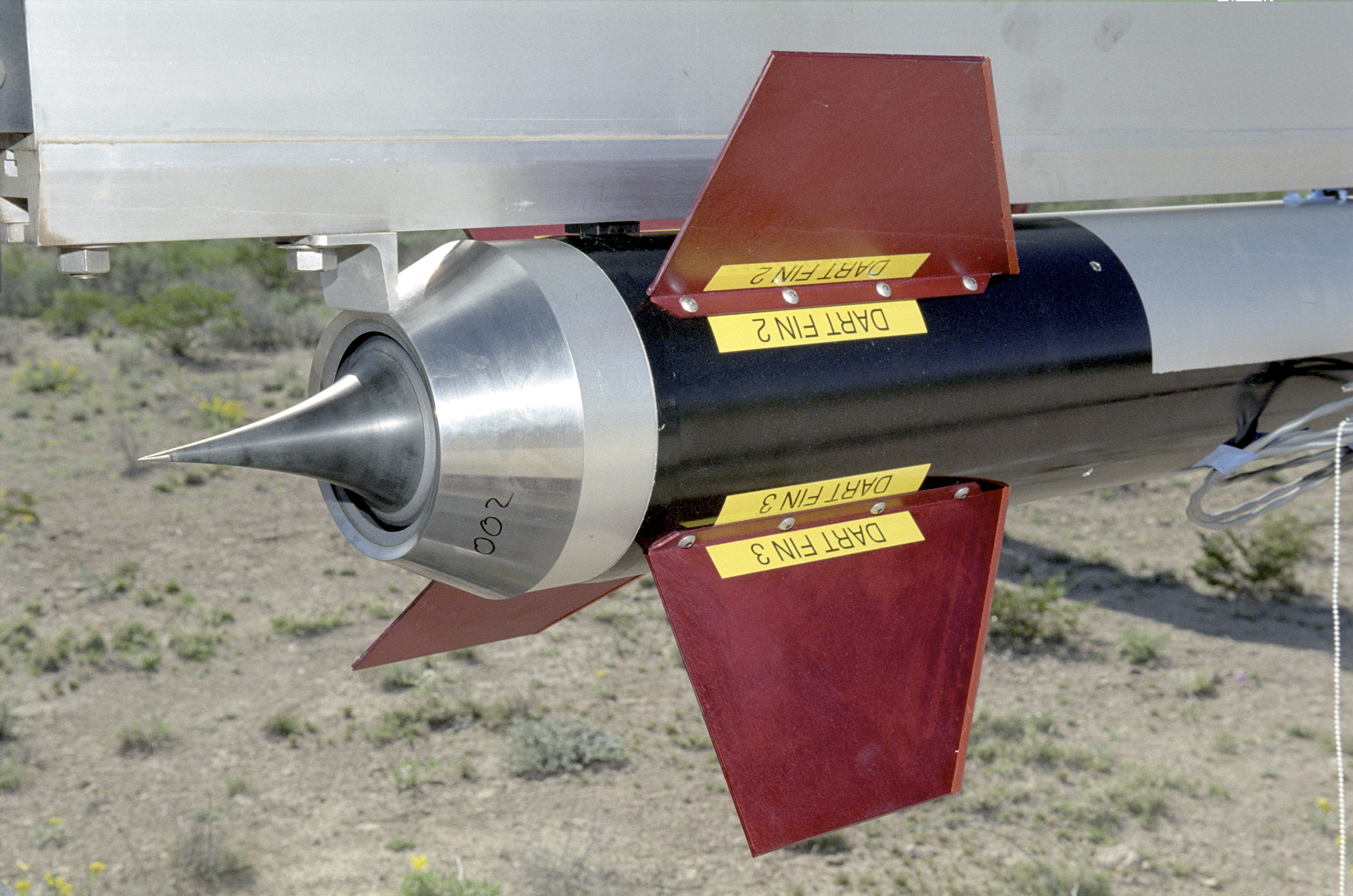
圓錐形
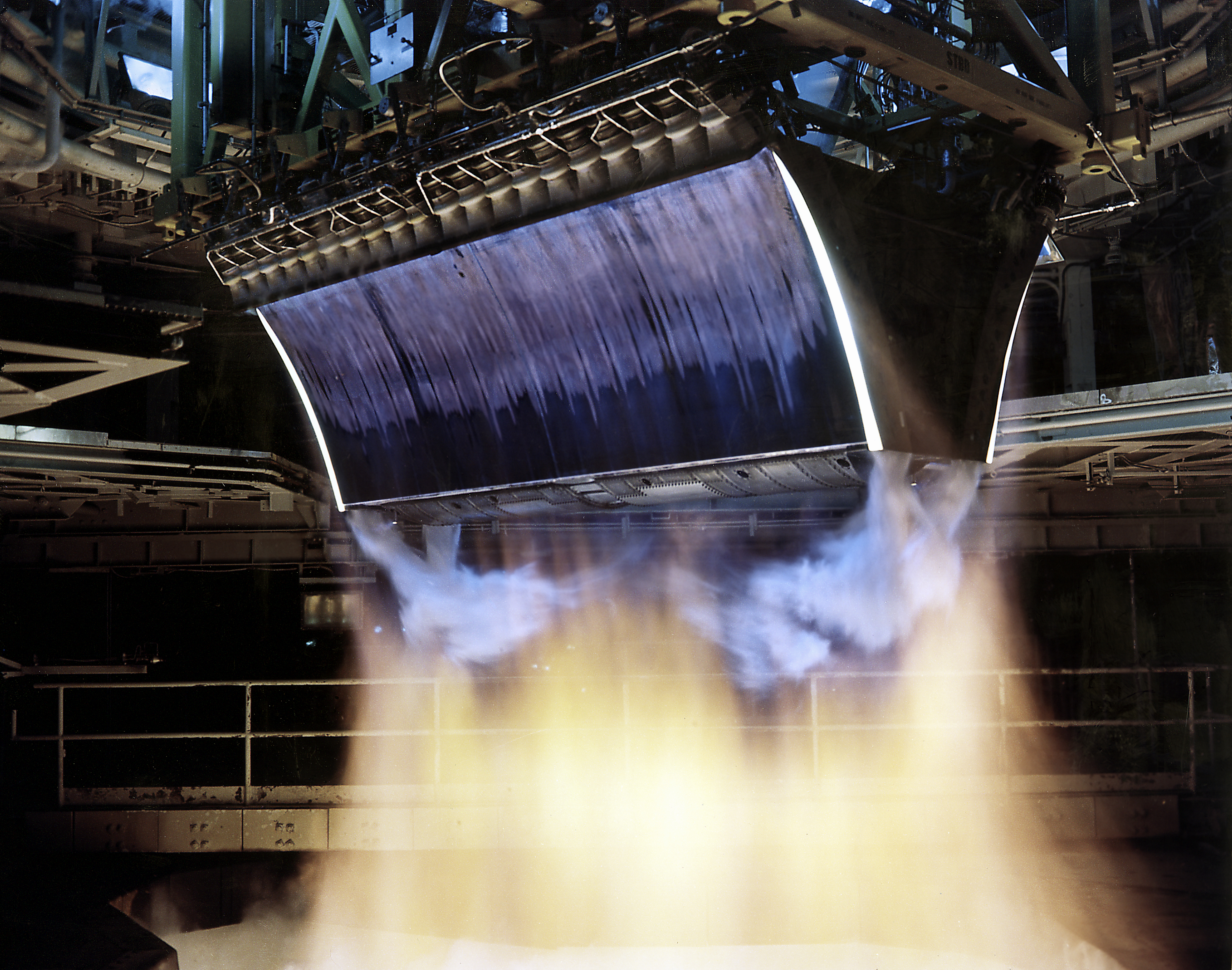
線形